# Linka 6 (metro v Paříži)
Linka 6 je jedna z linek pařížského metra a v systému MHD je značena světle zelenou barvou (obdobně jako linka 7bis). Prochází převážně jižní částí města po půlkruhové dráze a spolu s linkou 2 v severní části Paříže vytvářejí nepravidelný okruh s přestupy na stanicích Nation a Charles de Gaulle – Étoile. Trať je dlouhá 13,6 km, má 28 stanic a ročně přepraví zhruba 100,7 miliónů cestujících. Linka vede většinou na viaduktech nad zemí a na dvou místech překračuje Seinu po mostech.

## Historie
Původní projekt počítal s vybudováním jedné okružní linky, která by kopírovala okružní bulváry. Později však došlo ke změnám plánu a vznikly dvě samostatné linky (2 a 6), nicméně výstavba viaduktů a stanic byla u obou velmi podobná. Ačkoliv linka s číslem 6 byla otevřena až v roce 1909, část dnešní linky byla zprovozněna o něco dříve. 2. října 1900 byl otevřen nejstarší úsek mezi dnešními stanicemi Charles de Gaulle – Étoile a Trocadéro. Jednalo se o rozšíření linky 1. Když byla 6. listopadu 1903 linka prodloužena od stanice Trocadéro po Passy, oddělil se úsek počínaje stanicí Étoile od linky 1 a vznikla nová linka 2 Sud (2 Jih), též nazývána Circulaire Sud (Jižní okruh). Tato linka byla 24. dubna 1906 rozšířena od Passy po Place d'Italie. 14. října 1907 byla linka 2 Sud zrušena a připojená k lince 5. Dosavadní linka 2 Nord (2 Sever) byla přejmenována na linku 2.
Dne 1. března 1909 byla zprovozněna nová linka 6 mezi stanicemi Place d'Italie a Nation. Dne 12. října 1942 byl úsek Étoile ↔ Place d'Italie opět odpojen od linky 5 a spojen s linkou 6, která tak získala dnešní podobu. Obě části vedly převážně nad zemí, zatímco linka 5 je až na výjimku (přejezd přes Seinu) vedena pod zemí. Toto spojení existovalo dočasně už v roce 1931 po dobu konání mezinárodní koloniální výstavy.
V letech 1972–1974 byla trať přestavěna pro provoz vlaků na pneumatikách. V listopadu 2007 byl na trati instalován automatický informační systém o pohybu vlaků.

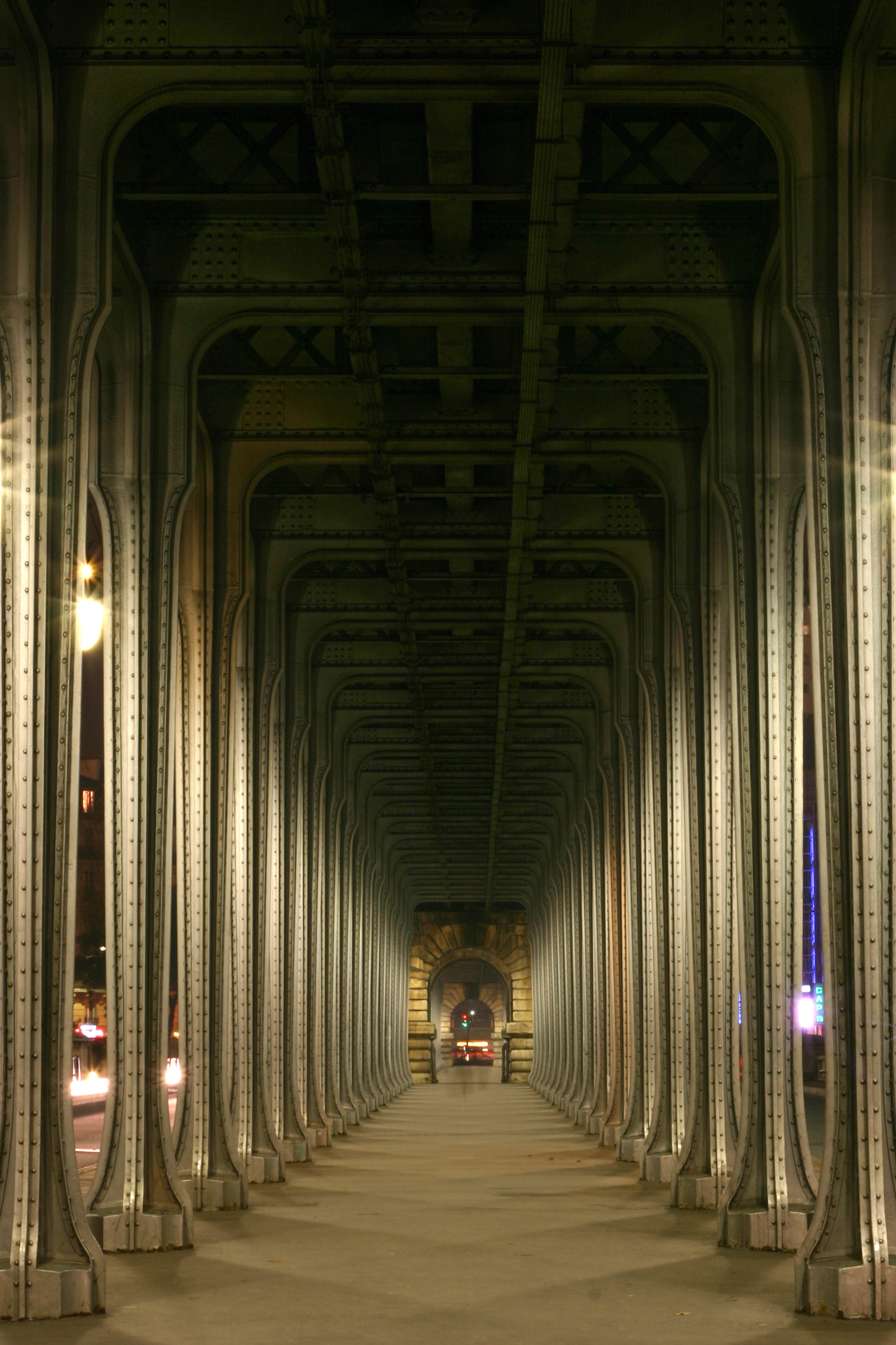
Viaduc Passy na Pont de Bir-Hakeim

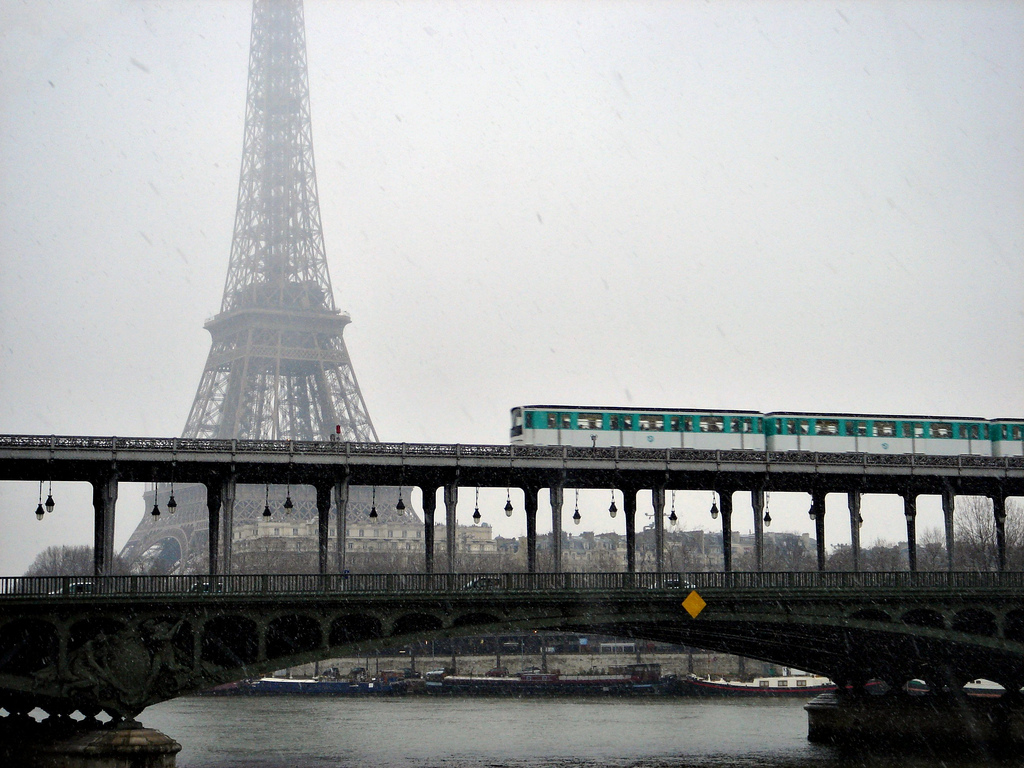
Vlak jedoucí po Viaduc Passy

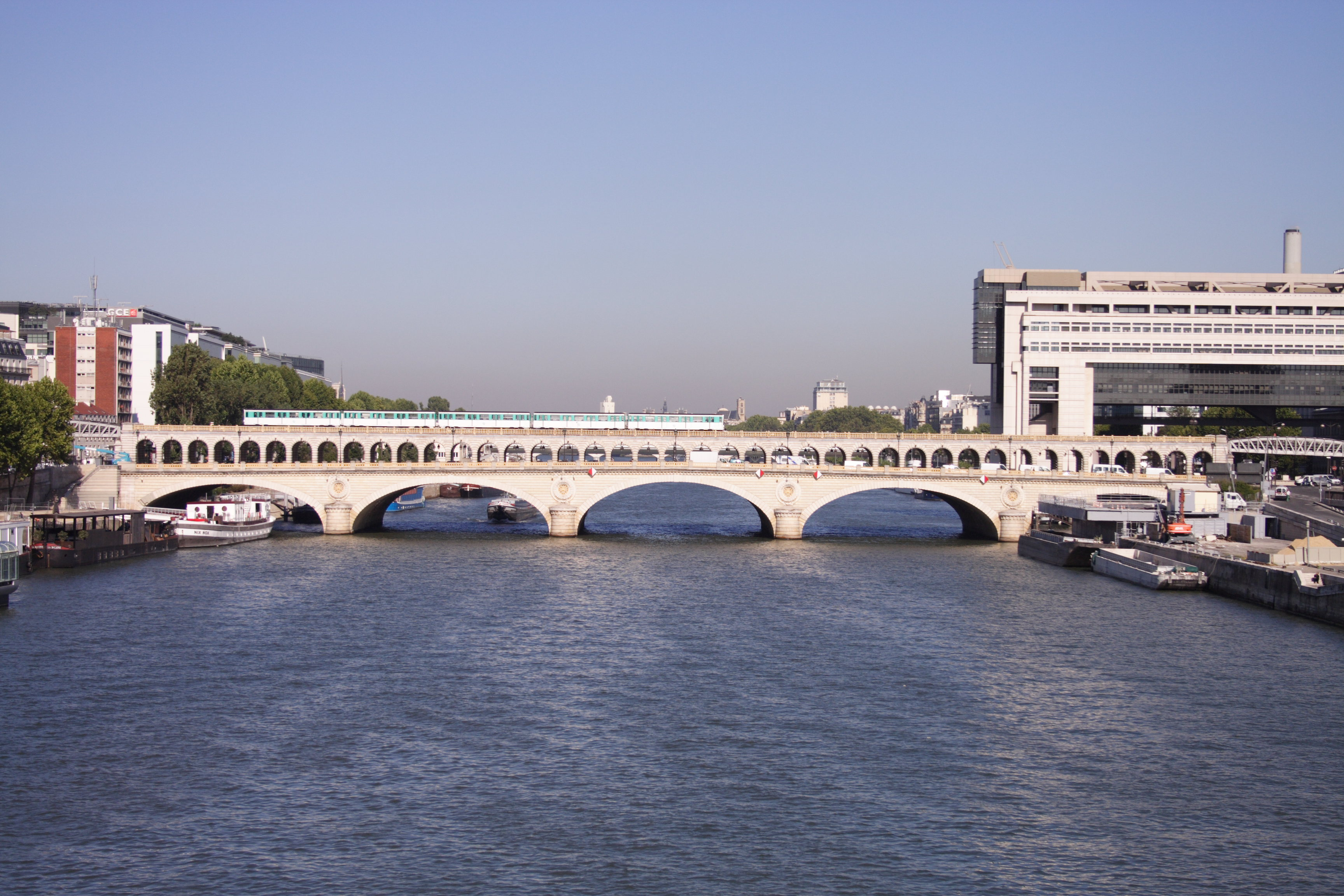
Vlak jedoucí po Viaduc Bercy

Plán linky 6